# Телескоп (риба)
Телеско́п — форма золотих риб (Carassius auratus).
Ця вразлива риба отримала свою чудернацьку назву завдячуючи своїм випуклим очам (до 5 см), що мають кулеподібну, або циліндричну форму. Також телескопи — малорухливі і ніжні риби. Живиться будь-яким видом їжі. У процесі селекції утворились два кольори: яскраво-помаранчевий і коричнево-чорний.

## Поради акваріумістам
Якщо телескоп живе у акваріумах, тоді акваріумістам потрібно подбати щоб не було водоростей із гострими кінцями. У разі пошкодження очей (забілення, наявність червоних цяток під очима тощо) риба стає безпорадною. Не варто пускати до дратівливих риб.